# Kabelplank

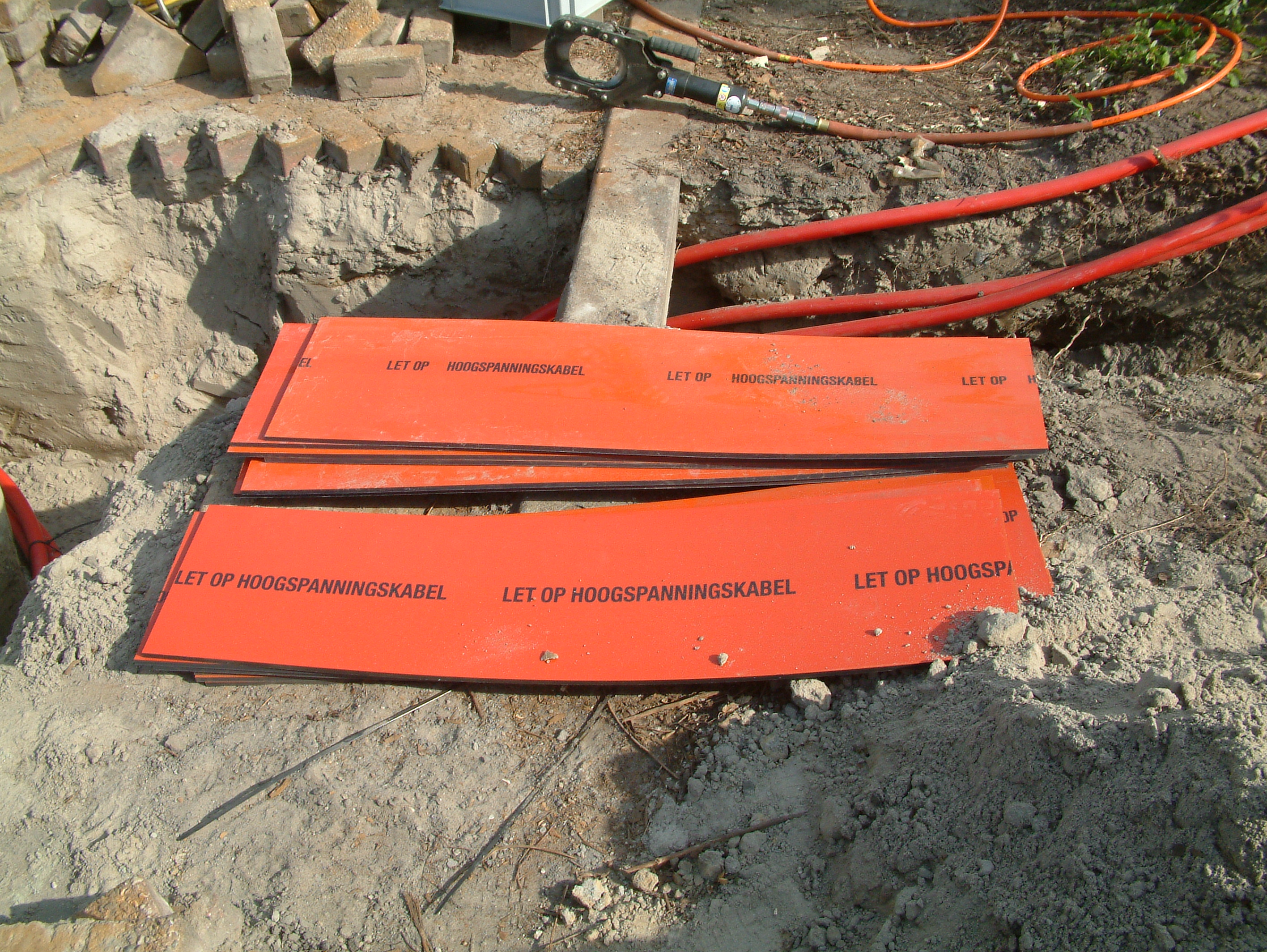
Plankjes voor hoogspanningskabel

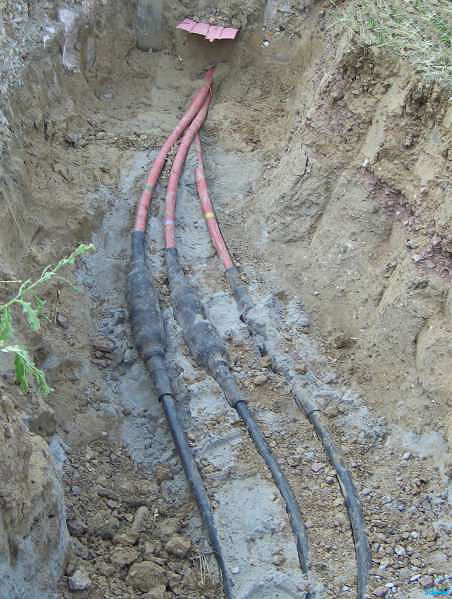
Het gebruik boven de kabels

Een kabelplank wordt gebruikt als bescherming van in de grond gelegde kabel(s). De bedoeling ervan is om schade door graafwerkzaamheden te voorkomen.
Buiten worden kabels gewoonlijk in de grond in sleuven gelegd. De diepte daarvan hangt af van de opdrachtgever, dieper is duurder. Als het goed is worden de coördinaten van de sleuven nauwkeurig ingemeten en vastgelegd. Toch komt het nog vaak voor dat bij een aannemer onvoldoende bekend is waar kabels liggen. Om nu te voorkomen dat bij graafwerk kabels worden geraakt legt men op een spade afstand boven de kabel kabelplankjes. Wordt er ter plaatse gegraven, dan komt men eerst bij de plankjes en dat moet normaal gesproken voldoende signaal zijn voor nader onderzoek.
Boven een enkele kabel wordt ook wel een kunststof lint ingegraven. Het voordeel is de prijs, het nadeel dat de bescherming minder is.
Van oudsher gebruikte men goedkope stoeptegels, maar bij kunststof plankjes en bij lint kan een opvallende kleur worden gebruikt en kan er een waarschuwing op gedrukt worden. Bovendien is het gewicht veel lager, waardoor de plankjes ten opzichte van de kabels met de tijd minder in de grond verschuiven.

## Schade aan leidingen
Iedereen die machinale graafwerkzaamheden gaat of laat verrichten, is wettelijk verplicht dit van tevoren te melden bij het kadaster. Dit heet een graafmelding. Na de melding verstrekt het kadaster digitaal informatie over de plek van ondergrondse kabels en leidingen. Deze informatie is noodzakelijk om zorgvuldig te kunnen graven. De kabel- en leidinginformatie moet op locatie aanwezig zijn als de graafwerkzaamheden plaatsvinden. Voor een gebied van 500 x 500 meter of kleiner is één graafmelding voldoende.
In 2012 zijn er 37.400 schades gemeld ontstaan tijdens graafwerkzaamheden. Dat is ruim 7% meer dan in 2011.